# Molotsjna
De Molotsjna (Oekraïens: Молочна Molotsjna, Russisch: Моло́чная Molotsjnaja) «Melkrivier», is een rivier die stroomt door de oblast Zaporizja, in het zuiden van Oekraïne. Het is de langste rivier die uitmondt in het noordwesten van de Zee van Azov. In de klassieke oudheid en in de Historiën van Herodotus werd de rivier ook Gerrhus of Gerros (Oudgrieks: Γέρρος) genoemd.

## Beschrijving
De rivier ontspringt bij de kristallijne rotsen van de 307 meter hoge Tokmak-Mogila, ook wel Blauwe Berg genaamd. In het noorden en westen grenst het stroomgebied aan de Dnjepr-bekken. In het oosten grenst het aan de stroomgebieden van kleinere rivieren die in de Zee van Azov uitmonden. Aan de bovenloop van de Molotsjna zijn de oevers steil en hoog. De rivier heeft ook verschillende stroomversnellingen en watervallen. 

## Steden aan de Molotsjna
- Tokmak
- Molotsjansk
- Melitopol

## Zijrivieren
- Koerkoelak
- Tsjinhul
- Koerosjani
- Jusjanli
- Arabka